# Olympische Sommerspiele 2020/Rudern – Zweier ohne Steuermann
Der Zweier ohne Steuermann der Männer bei den Olympischen Spielen 2020 in Tokio wurde vom 24. bis 29. Juli 2021 auf dem Sea Forest Waterway ausgetragen. 

## Titelträger
| Olympiasieger | Hamish Bond / Eric Murray         | Rio de Janeiro 2016 |
| Weltmeister   | Martin Sinković / Valent Sinković | Ottensheim 2019     |

## Vorläufe
Samstag, 24. Juli 2021

### Vorlauf 1
| Platz | Bahn | Nation      | Athleten                               | Zeit (min) | Qualifikation  |
| ----- | ---- | ----------- | -------------------------------------- | ---------- | -------------- |
| 1     | 4    | Rumänien    | Marius-Vasile Cozmiuc, Ciprian Tudosă  | 6:33,86    | Halbfinale A/B |
| 2     | 3    | Niederlande | Niki van Sprang, Guillaume Krommenhoek | 6:36,42    | Halbfinale A/B |
| 3     | 2    | Serbien     | Martin Mačković, Miloš Vasić           | 6:43,18    | Halbfinale A/B |
| 4     | 5    | Spanien     | Jaime Canalejo, Javier García          | 6:53,33    | Hoffnungslauf  |
| 5     | 1    | Südafrika   | Luc Daffarn, Jake Green                | 7:04,03    | Hoffnungslauf  |

### Vorlauf 2
| Platz | Bahn | Nation     | Athleten                             | Zeit (min) | Qualifikation  |
| ----- | ---- | ---------- | ------------------------------------ | ---------- | -------------- |
| 1     | 1    | Australien | Sam Hardy, Joshua Hicks              | 6:42,74    | Halbfinale A/B |
| 2     | 2    | Italien    | Giovanni Abagnale, Marco Di Costanzo | 6:48,74    | Halbfinale A/B |
| 3     | 1    | Neuseeland | Brook Robertson, Stephen Jones       | 6:56,53    | Halbfinale A/B |
| 4     | 4    | Frankreich | Thibaud Turlan, Guillaume Turlan     | 7:09,79    | Hoffnungslauf  |

### Vorlauf 3
| Platz | Bahn | Nation   | Athleten                          | Zeit (min) | Qualifikation  |
| ----- | ---- | -------- | --------------------------------- | ---------- | -------------- |
| 1     | 3    | Kroatien | Martin Sinković, Valent Sinković  | 6:32,41    | Halbfinale A/B |
| 2     | 4    | Dänemark | Frederic Vystavel, Joachim Sutton | 6:36,93    | Halbfinale A/B |
| 3     | 2    | Kanada   | Kai Langerfeld, Conlin McCabe     | 6:40,99    | Halbfinale A/B |
| 4     | 1    | Belarus  | Dsmitryj Furman, Sjarhej Waladsko | 7:05,65    | Hoffnungslauf  |

## Hoffnungslauf
Sonntag, 25. Juli 2021
| Platz | Bahn | Nation     | Athleten                          | Zeit (min) | Qualifikation  |
| ----- | ---- | ---------- | --------------------------------- | ---------- | -------------- |
| 1     | 2    | Spanien    | Jaime Canalejo, Javier García     | 6:47,06    | Halbfinale A/B |
| 2     | 3    | Frankreich | Thibaud Turlan, Guillaume Turlan  | 6:49,19    | Halbfinale A/B |
| 3     | 1    | Belarus    | Dsmitryj Furman, Sjarhej Waladsko | 6:52,82    | Halbfinale A/B |
| 4     | 4    | Südafrika  | Luc Daffarn, Jake Green           | 6:57,01    | –              |

## Halbfinale
Mittwoch, 28. Juli 2021

### Halbfinale A/B 1
| Platz | Bahn | Nation     | Athleten                              | Zeit (min) | Qualifikation |
| ----- | ---- | ---------- | ------------------------------------- | ---------- | ------------- |
| 1     | 4    | Rumänien   | Marius-Vasile Cozmiuc, Ciprian Tudosă | 6:13,51    | Finale A      |
| 2     | 5    | Dänemark   | Frederic Vystavel, Joachim Sutton     | 6:14,88    | Finale A      |
| 3     | 6    | Spanien    | Jaime Canalejo, Javier García         | 6:16,25    | Finale A      |
| 4     | 3    | Australien | Sam Hardy, Joshua Hicks               | 6:19,30    | Finale B      |
| 5     | 1    | Belarus    | Dsmitryj Furman, Sjarhej Waladsko     | 6:30,66    | Finale B      |
| 6     | 2    | Neuseeland | Brook Robertson, Stephen Jones        | 6:41,46    | Finale B      |

### Halbfinale A/B 2
| Platz | Bahn | Nation      | Athleten                               | Zeit (min) | Qualifikation |
| ----- | ---- | ----------- | -------------------------------------- | ---------- | ------------- |
| 1     | 4    | Kroatien    | Martin Sinković, Valent Sinković       | 6:15,63    | Finale A      |
| 2     | 6    | Serbien     | Martin Mačković, Miloš Vasić           | 6:17,47    | Finale A      |
| 3     | 2    | Kanada      | Kai Langerfeld, Conlin McCabe          | 6:19,15    | Finale A      |
| 4     | 3    | Niederlande | Niki van Sprang, Guillaume Krommenhoek | 6:19,57    | Finale B      |
| 5     | 5    | Italien     | Giovanni Abagnale, Vincenzo Abbagnale  | 6:20,29    | Finale B      |
| 6     | 1    | Frankreich  | Thibaud Turlan, Guillaume Turlan       | 6:52,24    | Finale B      |

## Finale

### A-Finale
Freitag, 29. Juli 2021, 2:18 Uhr MESZ

Anmerkung: zur Ermittlung der Plätze 1 bis 6
| Platz | Bahn | Nation   | Athleten                              | Zeit (min) |
| ----- | ---- | -------- | ------------------------------------- | ---------- |
| 1     | 3    | Kroatien | Martin Sinković, Valent Sinković      | 6:15,29    |
| 2     | 4    | Rumänien | Marius-Vasile Cozmiuc, Ciprian Tudosă | 6:16,58    |
| 3     | 5    | Dänemark | Frederic Vystavel, Joachim Sutton     | 6:19,88    |
| 4     | 1    | Kanada   | Kai Langerfeld, Conlin McCabe         | 6:20,43    |
| 5     | 2    | Serbien  | Martin Mačković, Miloš Vasić          | 6:22,34    |
| 6     | 6    | Spanien  | Jaime Canalejo, Javier García         | 6:25,25    |

### B-Finale
Freitag, 29. Juli 2021, 1:30 Uhr MESZ

Anmerkung: zur Ermittlung der Plätze 7 bis 12
| Platz | Bahn | Nation      | Athleten                               | Zeit (min) |
| ----- | ---- | ----------- | -------------------------------------- | ---------- |
| 7     | 4    | Niederlande | Niki van Sprang, Guillaume Krommenhoek | 6:22,75    |
| 8     | 5    | Belarus     | Dsmitryj Furman, Sjarhej Waladsko      | 6:25,88    |
| 9     | 6    | Frankreich  | Thibaud Turlan, Guillaume Turlan       | 6:28,01    |
| 10    | 3    | Australien  | Sam Hardy, Joshua Hicks                | 6:30,20    |
| 11    | 2    | Italien     | Giovanni Abagnale, Vincenzo Abbagnale  | 6:31,43    |
| 12    | 1    | Neuseeland  | Brook Robertson, Stephen Jones         | 6:38,30    |

### Weiteres Klassement ohne Finals
| Platz | Nation    | Athleten                | Zeit (min) |
| ----- | --------- | ----------------------- | ---------- |
| 13    | Südafrika | Luc Daffarn, Jake Green | –          |